# (12280) Reims
(12280) Reims est un astéroïde de la ceinture principale.

## Description
(12880) Reims est un astéroïde de la ceinture principale. Il fut découvert par Eric Walter Elst le 16 novembre 1990 à l'observatoire de La Silla. Il présente une orbite caractérisée par un demi-grand axe de 2,744 UA, une excentricité de 0,849 et une inclinaison de 3,046° par rapport à l'écliptique.
Il fut nommé en hommage à la ville de Reims située dans le département de la Marne, l'ancienne capitale Durocortorum, puis Remi, de l'ancienne province romaine nommée Belgica.

## Compléments